# Park Won-jin
Park Won-jin (koreanisch 박원진; * 9. März 2003) ist ein südkoreanischer Leichtathlet, der sich auf den Sprint spezialisiert hat.

## Sportliche Laufbahn
Erste internationale Erfahrungen sammelte Park Won-jin im Jahr 2023, als er bei den Asienmeisterschaften in Bangkok mit der südkoreanischen 4-mal-100-Meter-Staffel in 38,99 s gemeinsam mit Simon Lee, Ko Seung-hwan und Shin Min-kyu die Bronzemedaille hinter den Teams aus Thailand und der Volksrepublik China gewann. Zudem erreichte er im 100-Meter-Lauf das Halbfinale, ging dort aber nicht mehr an den Start. Im Oktober kam er bei den Asienspielen mit der Staffel im Vorlauf zum Einsatz und trug damit zum Gewinn der Bronzemedaille bei.
2023 wurde Park südkoreanischer Meister im 100-Meter-Lauf.

## Persönliche Bestzeiten
- 100 Meter: 10,26 s (+1,6 m/s), 23. Juni 2023 in Jeongseon
- 200 Meter: 21,37 s (+0,5 m/s), 11. Oktober 2021 in Gumi